# كلفن لويس
كلفن لويس (بالإنجليزية: Kelvin Lewis)‏ مواليد 12 أبريل 1988 في دالاس، هو لاعب كرة سلة أمريكي. بدأ مسيرته الاحترافية في سنة 2010. يلعب في الدوري الفنلندي لكرة السلة. يحمل الرقم 23. يبلغ طوله 6 قدم 4 بوصة (1.9 م). لعب مع نادي تامبيرين بيرينتو لكرة السلة ونادي تيميشوارا لكرة السلة.

## روابط خارجية
- كلفن لويس على موقع كرة السلة الأوروبية.كوم (الإنجليزية)
- كلفن لويس على موقع كلية كرة السلة في سبورتس رفرنس.كوم (الإنجليزية)
- كلفن لويس على موقع ريلجم (الإنجليزية)
- كلفن لويس على موقع بروبوليرز (الإنجليزية)
- كلفن لويس على موقع سبورتس رفرنس (الإنجليزية)
- كلفن لويس على موقع سبورتس رفرنس (الإنجليزية)